# Idiocera (Idiocera) hasta
Idiocera (Idiocera) hasta is een tweevleugelige uit de familie steltmuggen (Limoniidae). De soort komt voor in het Palearctisch gebied.